# Uberto Coconati
Uberto Coconati (zm. 13 lipca 1276) – włoski kardynał.
Pochodził ze Cocconato niedaleko Monferrato (Piemont). Nominację kardynalską (z tytułem diakona S. Eustachio) otrzymał w grudniu 1261 od papieża Urbana IV. W Kolegium Kardynalskim należał do frakcji przeciwnej dominacji Andegawenów w Italii. Zmarł dwa dni po wyborze papieża Hadriana V.